# Rebellion - Un atto di guerra
Rebellion - Un atto di guerra (L'ordre et la morale) è un film del 2011 diretto e interpretato da Mathieu Kassovitz. La pellicola rievoca un tragico episodio accaduto nel 1988 nell'isola di Ouvéa, in Nuova Caledonia, durante il quale un gruppo di rivoluzionari locali, dopo avere ucciso quattro gendarmi, aveva preso in ostaggio 27 persone, fra civili e militari, per rivendicare l'indipendenza della Nuova Caledonia dalla Francia.

## Trama
Il capitano del GIGN Philippe Legorjus è incaricato di negoziare con Alphonse Dianou, a capo del Front de Libération Nationale Kanak et Socialiste, un gruppo di ribelli che ha attaccato una caserma della gendarmeria, uccidendo tre gendarmi e prendendone altri trenta in ostaggio e chiede di avviare le trattative per ottenere l'indipendenza della Nuova Caledonia dalla Francia. Dopo alcuni giorni di trattative andate a vuoto, il Presidente francese François Mitterrand ordina ai reparti speciali (GIGN e parà) di assaltare la grotta dove sono tenuti nascosti gli ostaggi. L'azione andrà a buon fine, ma ci saranno vittime da entrambe le parti.

## Distribuzione
Il film non è uscito nelle sale cinematografiche italiane, ma da ottobre 2017 è reperibile in DVD.